# Screen Scraping Studio
Screen-Scraping Studio/SDK (abans: Aqua deskperience), és un programari especialitzat a captar text i imatges amb moltes altres funcionalitats. Destaca per la capacitat que posseeix per reconèixer i emmagatzemar qualsevol conjunt de caràcters que hi hagi a la pantalla, tot i que té una restricció: aquests caràcters no poden pertànyer a un PDF.
Screen-Scraping Studio és una aplicació que pot capturar i emmagatzemar, amb tan sols seleccionar-ho, en fitxers de text o en el portapapers, qualsevol porció de text que aparegui a la pantalla (p.e.: el nom de tots els arxius de la llista d'un directori) També permet traduir a diversos idiomes el text capturat de qualsevol finestra i, fins i tot, comprovar l'ortografia (encara que de moment, aquesta característica només funciona en anglès).
La captura de gràfics també és molt interessant. Permet recuperar des de finestres completes, fins a àrees rectangulars, passant per formes definides per l'usuari o, simplement, el color d'un determinat píxel de la pantalla. Finalment, també inclou un revelador de contrasenyes ocultes mitjançant asteriscs.

## Requisits
- Sistema operatiu: Windows 2000/XP
- Processador: 700 MHz
- Memòria RAM: 128 MB